# Forêt-Fouesnant
Forêt-Fouesnant é uma comuna francesa na região administrativa da Bretanha, no departamento Finisterra. Estende-se por uma área de 18,51 km². Em 2010 a comuna tinha 3 521 habitantes (densidade: 190,2 hab./km²).